# Usłysz nasze demo
Usłysz nasze demo – drugie znane nagranie demonstracyjne polskiego zespołu hip-hopowego Kaliber 44, wydane 18 maja 1994 roku. Niektóre z utworów mogły być nagrane jeszcze pod szyldem Triangle Of The Truth w 1992 roku.

## Lista utworów
1. „Intro” – 00:49
2. „Czadu (I jeszcze coś)” – 03:25
3. „Brat nie ma już miłości dla mnie” – 03:28
4. „Więcej szmalu” – 03:06
5. „Nie odejdę sam” – 03:37
6. „Hardcore” – 04:30
7. „Dzikie dzieciaki” – 04:01